# Qixia
Qixia  léase Chi-Siá (en chino, 栖霞区; pinyin, Qīxiá  qū) es un distrito urbano bajo la administración directa de la Subprovincia de Nankín en la provincia de Jiangsu, República Popular China. Su área es de 395 km² y su población total para 2012 fue superior a los 600 mil habitantes.

## Administración
El distrito de Qixia  se divide en 9 pueblos que se administran en subdistritos.